# Agonum gratiosum
Agonum gratiosum is een keversoort uit de familie van de loopkevers (Carabidae). De wetenschappelijke naam van de soort is voor het eerst geldig gepubliceerd in 1853 door Carl Gustaf Mannerheim.